# Ockuperat land
Ockuperat land (franska: Le Chagrin et la Pitié) är en dokumentärfilm från 1969 i regi av Marcel Ophüls om den franska Vichyregimens samarbete med den nazityska ockupationsmakten under andra världskriget. Filmen berättar en annan historia än den som då var den officiella franska; Ockuperat land berättar om det som tystats ner och förtigits. På grund av sitt innehåll visades filmen på fransk TV först 1981. Filmen nominerades 1971 till en Oscar i kategorin Bästa dokumentärfilm.

## Om filmens tillkomst
Vid mitten av 1960-talet arbetade Marcel Ophüls på den statliga franska televisionens dokumentärfilmsavdelning. 1967 gjorde han en film om Münchenöverenskommelsen och fick året efter i uppdrag att göra en film om Frankrike under ockupationsåren 1940-1944. Men under  upprorsåret 1968 gick Ophüls och hans kolleger i strejk med kravet att de skulle få arbeta friare och utan statlig kontroll. Deras förebild var brittiska BBC som var ett mer självständigt public-service-organ. Det resulterade i att Ophüls blev avskedad. Han fick därefter jobb på den tyska TV-stationen Norddeutscher Rundfunk. Här fortsatte han att arbeta på filmprojektet om Frankrike under ockupationsåren. Filmen blev en samproduktion mellan den tyska TV-stationen och  Schweiz’ franskspråkiga TV-kanal Télévision suisse romande, samt med produktionsbolaget Télévision Rencontre. Ockuperat land spelades in våren 1969 och hade premiär på västtysk TV den 18 september 1969. I Frankrike gick den upp på en mindre biograf i Paris 1971 och visades på TV först 1981. 

## Om filmen
För att berätta om Frankrike mellan 1940 och 1944 valde Ophüls och hans team att utgå från en landsortsstad, Clermont-Ferrand, och därigenom få en bild av hur ”vanliga” människor förhöll sig till Vichyregimen och den nazityska  ockupationsmakten. I Clermont-Ferrand intervjuar Olphüls barägare, lärare, affärsinnehavare, bönder och borgare; både medlöpare och motståndsmän.
En större och mer omfattande bild av Frankrike vid denna tid  berättas genom arkivfilm från andra världskriget och ytterligare intervjuer. Bland annat samtalar Olphüs med följande personer: den f.d. brittiske utrikesministern Anthony Eden; Christian de la Mazière, fransk fascist och medlem i Waffen-SS;  Pierre Mendès France, fransk-judisk politiker som fängslades av Vichyregimen men lyckades fly till England; Matthäus Bleibinger,  f.d. Wehrmachtsoldat som var stationerad i Clermont-Ferrand under kriget; Émile Coulaudon, medlem i franska motståndsrörelsen; René de Chambrun, svärson till Vichyregimens premiärminister Pierre Laval; Paul-Otto Schmidt, Hitlers personliga tolk franska-tyska; Denis Rake, engelsk agent aktiv i Frankrike 1942-1944.
I arkivmaterialet möter vi bland andra Vichyregimens statschef Philippe Pétain och dess polischef René Bousquet, de Fria franska styrkornas general Charles de Gaulle, Adolf Hitler och Reinhard Heydrich samt den franske estradören Maurice Chevalier.
Filmen skakade den franska självbilden genom att avtäcka ockupationsårens och Vichyregimens livsvärld.  Många medborgare, framförallt ur medel- och överklassen, var passiva medlöpare eller aktiva kollaboratörer och inte modiga motståndsmän. Vichyregimen, vars officiella politik var ”kollaboration” med ockupationsmakten, införde själva hösten 1940 Statuts des juifs (Stadgar angående judar) som gjorde judar till andra klassens medborgare. Vichyregimen inrättade även koncentrationsläger och den franska polisen verkställde  bland annat Vélodrome d’Hiver-räden då cirka 13 000  av Paris’ judar internerades och därefter deporterades till tyska koncentrationsläger.
Filmen är fyra och en halv timme lång och består av två delar: 1. Kollapsen, 2. Valet.